# Кунсткамера (альбом)
«Кунстка́мера» — третья антология группы «Аквариум» 1998 года. Первые две: «История Аквариума. Архив. Том III» (1991) и «Библиотека Вавилона. История Аквариума — Том 4» (1993).

## Об альбоме
Антология составлена из песен, написанных и записанных с конца 70-х по середину 90-х годов, но не вошедших в другие альбомы. Диск издавался в России и США. Сборник содержит буклет с подробным описанием каждой песни, которое было составлено самим Гребенщиковым. Также буклет содержит слова: «Альбом посвящается миру между всеми разумными существами» в российском издании и «Альбом для коллекционеров и сумасшедших. К широкому распространению запрещен» в американском.
Некоторые композиции антологии входили в тех же или изменённых вариантах в другие альбомы и сборники группы. Песни «Святой Герман» входила в альбом «Феодализм» и саундтрек к фильму «Дом под звёздным небом», «Благословение холмов» — в «Феодализм». Песни «Пески Петербурга», «Ей не нравится (То, что принимаю я)» (в изменённом варианте), «Я хотел петь» и «Они назовут это блюз» составили бонус к альбому «Пески Петербурга» в рамках проекта «Антология». Песня «Горный хрусталь» входила в антологию «Территория», песни «Королевское утро» и «Как нам вернуться домой» — в «Любимые песни Рамзеса IV», песня «Никон» (в концертном варианте) — бонус-трек к «Русскому альбому», а три бонуса из американской версии антологии входили в различные музыкальные сборники от митьков.

## Список композиций
Музыка и текст — БГ, кроме специально отмеченных.
| Композиция | Комментарий |
| --- | --- |
| 1. Полтора метра над землей (2:35) (А. Романов, Б. Гребенщиков) инструментал                                                      | - БГ — акустик - А. Романов — акустика, бэк вок, флейта - П. Трощенков — барабан - С. Березовой — бас - С. Щураков — аккордеон - Запись — в ДК Связи (1990) Композиция, в комментариях обозначенная, как «Восемь и Трое Светлых» была написана и записана для фильма А. Учителя «(Испуганные) Митьки в Европе», в фильме она сопровождала автобусное путешествие. |
| 2. Святой Герман (4:50) | - БГ — акустик, эл - А. Романов — акустика, бэк вок, флейта - П. Трощенков — барабан - С. Березовой — бас - С. Щураков — аккордеон - Запись — в ДК Связи (1990) Песня была написана на репетициях в ДК Связи на основе аккордеонного риффа, придаманного Сергеем Щураковым. При внимательном прослушивании слышны топоты и визги детского балетного кружка, пробегающего по коридору, гул грузовиков и другие атмосферные явления, свойственные записям в ДК Связи. |
| 3. Пески Петербурга (3:44) | - А. Рацен — барабан - А. Титов — бас - А. П. Зубарев — эл. гитара - БГ — акустик - О. Сакмаров — клавиша - Запись — А. Мартисов в студии «Титаник» (1993) Песня времён одноимённого альбома, не вошедшая в него по неизвестным причинам. Написана в конце 70-х. |
| 4. Песня о несостоявшемся отъезде (2:03)                                                                                          | - БГ — гитары - ? — гитары - ? — percussion Время и место записи неизвестно. Песня написана в 1979 году, когда вопрос отъезда был очень актуален. |
| 5. Император пересекает плато, двигаясь поочерёдно в обоих направлениях. Его свита почтительно следует за ним (5:30) инструментал | - Дюша — пианино - С. Березовой — бас - ? — валторна - БГ — эл. гитара, напильник, голоса - А. Решетин — скрипка - С. Щураков — аккордеон - Индеец — варган - Запись — Д. Липай в Доме Радио (1989 - 1990) Запись сделана для фильма С. Дебижева «Золотой Сон». Предполагалось, что музыку к этому фильму пишет Русско-Абиссинский Оркестр, но это произведение является плодом творчества Аквариума. Неизвестного валторниста для записи музыканты нашли в коридорах Дома Радио. Это была первая студийная запись с только что появившимся в составе группы Сергеем Березовым. |
| 6. Катя-Катерина (4:15) | - С. Щураков — аккордеон - О. Сакмаров — флейта - БГ — акустик - А. Суротдинов — скрипка - ? — звоночки - Запись — Северный Индеец в Студии Красных Стен (1994-95) С этой песни начался альбом «Навигатор» — но запись была сделана значительно позже, в неотапливаемой студии на Пушкинской улице в Петербурге. |
| 7. Менуэт земледельцу (5:38) (Б. Гребенщиков — А. Гуницкий)                                                                       | - А. П. Зубарев — акустик - А. Суротдинов — скрипка - О. Сакмаров — флейты - В. Кудрявцев — контрабас - БГ — акустик - Ю. Николаев — барабан - Индеец — rainstick - Д. Зоркин — тромбон - Аранжировка и дополнительный музыкальный материал — А. П. Зубарев - Запись — А. Мартисов на студии «Добролёт» (1997) Песня вошла в историю как первый — безнадёжно потерянный — сингл Аквариума. В 1996, по невыясненным причинам музыканты в студии на Пушкинской записали несколько demo очень старых песен. В частности, вспомнили и «Менуэт» (даже текст которого считался потерянным), придав ему новую, расширенно музыкальную редакцию. И зимой 96-97, дома у Олега Сакмарова музыканты собирались, пили чай и играли/писали «Менуэт». В процессе этого сложилась также концепция будущей «Магистрали» для альбома «Гиперборея». |
| 8. Ей не нравится (То, что принимаю я) (2:59)                                                                                     | - А. Рацен — барабан - А. П. Зубарев — эл. гитара - А. Титов — бас - С. Щураков — аккордеон - БГ — акустик, тампура - О. Сакмаров — клавиша - Запись — А. Мартисов в студии «Титаник» (1993) - Пересведение и допись — Северный Индеец Студии Красных Стен Песня времён «Песков Петербурга», крайне редко игравшаеся на концертах. |
| 9. Благословение холмов (0:45) | - БГ, А. Романов, А. Титов — голоса - Запись — «Леннаучфильм» (1987) Запись сделана для фильма А. Учителя «Рок». |
| 10. Мальчик (5:23) | - БГ — гитара - С. Щураков — аккордеон - А. Суротдинов — скрипка - С. Березовой — бас - Запись — В. Егоров в ДК Связи (1989) Песня была написана приблизительно в 1987 году, когда у группы не было студии для её записи. Была предпринята попытка записать её ночью в Рок-клубе, вместе с песнями «Капитан Воронин» и «Генерал Скобелев» (с фантастической импровизационной струнной группой Гаккель-Решетин-Воропаев и Титовым на бас-гитаре). Запись пропала бесследно. |
| 11. Она моя драма (3:37) | - БГ — гитара - David A. Stewart — el guitar - Olle Romo — sinclavier, drums - Recorded at The Hit Factory & The Church, 1988 Одна из трёх песен, с которых в Нью-Йорке началась запись «Radio Silence». Через несколько месяцев она была закончена Лондоне, но было решено не включать её в альбом. Сохранившийся вариант песни не был найден в шкафу у друга музыкантов в Нью-Йорке летом 1997. |
| 12. Горный хрусталь (4:17) | - БГ — гитары - Chucho Merchan — keyboards, bass - Recorded by Chucho Merchan (1990) Эти песни — вместе с большинством песен на альбоме «Radio London» — были записаны как демо для продолжения «Radio Silence», в Лондоне на домашней студии басиста Eurythmics Чучо Мёрчана. Эти записи остались невостребованными. Гребенщиков вспомнил об их существовании только при подготовке антологии. |
| 13. Как нам вернуться домой (3:48)                                                                                                | - БГ — гитары - Chucho Merchan — keyboards, bass - Recorded by Chucho Merchan (1990) Эти песни — вместе с большинством песен на альбоме «Radio London» — были записаны как демо для продолжения «Radio Silence», в Лондоне на домашней студии басиста Eurythmics Чучо Мёрчана. Эти записи остались невостребованными. Гребенщиков вспомнил об их существовании только при подготовке антологии. |
| 14. Королевское утро (2:16) | - БГ — гитары - Chucho Merchan — keyboards, bass - Recorded by Chucho Merchan (1990) Эти песни — вместе с большинством песен на альбоме «Radio London» — были записаны как демо для продолжения «Radio Silence», в Лондоне на домашней студии басиста Eurythmics Чучо Мёрчана. Эти записи остались невостребованными. Гребенщиков вспомнил об их существовании только при подготовке антологии. |
| 15. Я хотел петь (2:38) | - А. П. Зубарев — акустик - А. Титов — бас - О. Сакмаров — клавиши - А. Рацен — тарелки - БГ — акустик, гармоника - Запись — 1993 год Песня была написана приблизительно в 1986 годуу и иногда пелась на домашних концертах. Записана к альбому «Пески Петербурга», но, так же, как и сами «Пески», в него не вошла. |

### Бонус-треки российского издания
| Композиция                                              | Комментарий |
| ------------------------------------------------------- | --- |
| 16. Звёздочка моя ясная (5:20) (В. Семёнов — О. Фокина) | - БГ — акустическая гитара - Чиж — гитара, голос - О. Сакмаров — флейты - ? — ударные Песню Гребенщиков впервые услышал во время совместных концертов с группой «Разные Люди», где тогда ещё играл Чиж. Они хором пели её во время автобусного переезда. Поскольку оригинала Гребенщиков никогда не слышал, то гармонию восстанавливали интуитивно. |
| 17. White Sail Burning (4:43)                           | Эта песня была написана во время тура с «Radio Silence» и много игралась на концертах тогдашнего американского тура. Данная версия песни записана без всякой группы; как и когда была сделана запись — неизвестно. |
| 18. Никон (3:04)                                        | - БГ — акустическая гитара - С. Щураков — аккордеон - С. Березовой — бас - О. Сакмаров — … - Запись — Северный Индеец (1991) Песня из времён «Русского альбома» — и не вошедшая в него, вероятно, из-за чрезмерно мистерийного характера текста. Запись сделана на каком-то из многочисленных волжских концертов.                                   |
| 19. Они назовут это блюз (3:03)                         | - БГ — акустическая гитара - А. Титов — бас - А. Зубарев — гитара - А. Рацен — барабаны - О. Сакмаров — клавиши - Запись — А. Мартисов в студии «Титаник» (1992 - 1993) Outtake из «Библиотеки Вавилона». |
| 20. Новогоднее поздравление (2:59)                      | Новогодний джингл для радиостанции «Европа Плюс». С тех пор ни одно радио больше не просило Аквариум писать джинглы. |

### Бонус-треки американского издания
| Композиция                                                      | Комментарий |
| --------------------------------------------------------------- | --- |
| 16. Песня о встречном (4:16) (Д. Шостакович — Б. Корнилов)      | - БГ — акустическая гитара - С. Щураков — аккордеон - А. Суротдинов — скрипки - О. Сакмаров — духовые - Северный Индеец — бас, перкуссия Запись — Северный Индеец в студии Красных Стен (1996) по случаю митьковских народных гуляний. |
| 17. Весна на Заречной улице (4:07) (Б. Мокроусов — А. Фатьянов) | - БГ — акустическая гитара - С. Щураков — аккордеон - А. Суротдинов — скрипки - О. Сакмаров — духовые - Северный Индеец — бас, перкуссия Запись — Северный Индеец в студии Красных Стен (1996) по случаю митьковских народных гуляний. |
| Лейся, песня (2:08) (В. Пушков — А. Асполон)                    | - БГ — акустическая гитара - С. Щураков — аккордеон - А. Суротдинов — скрипки - О. Сакмаров — духовые - Северный Индеец — бас, перкуссия Запись — Северный Индеец в студии Красных Стен (1996) по случаю митьковских народных гуляний. |

Дизайн обложки — Андрей Гусев